# Жаналык (Акмолинская область)
Жаналык (каз. Жаңалық) — село в Енбекшильдерском районе Акмолинской области Казахстана. Входит в состав Ангалбатырского сельского округа. Код КАТО — 114532300.

## География
Село расположено в северной части района, на расстоянии примерно 51 километров (по прямой) к северу от административного центра района — города Степняк, в 8 километрах к северу от административного центра сельского округа — аула Ангал батыра.
Абсолютная высота — 247 метров над уровнем моря.
Ближайшие населённые пункты: аул Ангал батыра — на юге.

## Население
В 1989 году население села составляло 298 человек (из них казахи — 100 %).
В 1999 году население села составляло 166 человек (92 мужчины и 74 женщины). По данным переписи 2009 года, в селе проживало 150 человек (78 мужчин и 72 женщины).
| Численность населения | Численность населения | Численность населения |
| 1989                  | 1999                  | 2009                  |
| --------------------- | --------------------- | --------------------- |
| 298                   | ↘166                  | ↘150                  |

## Улицы[5]
- ул. Бейбитшилик